# Polizeipräsidium Offenburg
Das Polizeipräsidium Offenburg mit Sitz in Offenburg ist das für den Stadtkreis Baden-Baden, den Ortenaukreis und den Landkreis Rastatt zuständige regionale Polizeipräsidium der Polizei Baden-Württemberg. Die Dienststelle entstand im Rahmen der Polizeistrukturreform in Baden-Württemberg durch die Zusammenfassung der bisherigen Polizeidirektionen Offenburg und Rastatt/Baden-Baden zu einem Polizeipräsidium am 1. Januar 2014.

## Organisation
Der Zuständigkeitsbereich umfasst eine Fläche von 2730 km² mit ca. 700.000 Einwohnern.
Das Polizeipräsidium Offenburg gliedert sich, wie alle Polizeipräsidien in Baden-Württemberg, in die Direktionen Polizeireviere, Kriminalpolizeidirektion. Der Leitungsbereich besteht aus dem Polizeipräsidenten, den Stabsstellen Öffentlichkeitsarbeit, Strategisches Controlling und Qualitätsmanagement sowie dem Führungs- und Einsatzstab, dem Referat Prävention und der Verwaltung. Das Polizeipräsidium hat eine Personalstärke von knapp 1600 Mitarbeitern.

### Schutzpolizeidirektion
Der Schutzpolizeidirektion am Standort des Polizeipräsidiums Offenburg sind 9 Polizeireviere (PRev), die Verkehrspolizeiinspektion und den Polizeirevieren 20 Polizeiposten (Pp) nachgeordnet. Im Einzelnen sind dies:
- Polizeirevier Achern/Oberkirch mit den zwei Polizeiposten Oberkirch (Baden) und Oppenau
- Polizeirevier Baden-Baden mit den zwei Polizeiposten Baden-Baden-Mitte und Baden-Baden-Oos
- Polizeirevier Bühl mit den zwei Polizeiposten Flughafen-Rheinmünster und Lichtenau
- Polizeirevier Gaggenau mit den zwei Polizeiposten Gernsbach und Kuppenheim
- Polizeirevier Haslach im Kinzigtal mit den zwei Polizeiposten Wolfach und Zell am Harmersbach
- Polizeirevier Kehl mit den zwei Polizeiposten Appenweier und Rheinau
- Polizeirevier Lahr mit den drei Polizeiposten Ettenheim, Rust (seit 2018)[3] und Schwanau
- Polizeirevier Offenburg mit den drei Polizeiposten Gengenbach, Hohberg und Neuried
- Polizeirevier Rastatt mit den zwei Polizeiposten Bietigheim und Iffezheim

Weiterhin nachgeordnet sind die Führungsgruppe, die Polizeihundeführerstaffel und die Organisationseinheit Gewerbe und Umwelt.
Die Verkehrspolizeiinspektion ist Teil der Schutzpolizeidirektion und hat ihren Sitz in Baden-Baden. Ihr nachgeordnet sind:
- Führungsgruppe
- Verkehrsdienst Baden-Baden – Verkehrsüberwachung, Verkehrsunfallaufnahme, Verkehrspolizeiliche Ermittlungen
- Verkehrsdienstaußenstelle Bühl – Dienstgruppen Bundesautobahn
- Verkehrsdienst Offenburg – Verkehrsüberwachung, Verkehrsunfallaufnahme, Verkehrspolizeiliche Ermittlungen, Dienstgruppe Bundesautobahn sowie Großraum- und Schwertransport

### Kriminalpolizeidirektion
Die Kriminalpolizeidirektion (KPDir) hat ihren Sitz ebenfalls in Offenburg. Innerhalb der KPDir sind acht verrichtungsorientierte Kriminalinspektionen (K) und ein Kriminalkommissariat (KK) eingerichtet.
- Führungsgruppe
- Kriminalinspektion 1 – Kapitaldelikte, Sexualdelikte, Amtsdelikte
- Kriminalinspektion 2 – Raub, Eigentums- und jugendspezifische Kriminalität, Zentrale Integrierte Auswertung
- Kriminalinspektion 3 – Wirtschaftskriminalität, Korruption, Umweltdelikte
- Kriminalinspektion 4 – Organisierte Kriminalität und Rauschgiftkriminalität
- Kriminalinspektion 5 – Cybercrime und Digitale Spuren
- Kriminalinspektion 6 – Staatsschutz
- Kriminalinspektion 7 – Einsatz- und Ermittlungsunterstützung, Kriminaldauerdienst, Datenstation
- Kriminalinspektion 8 – Kriminaltechnik
- Kriminalkommissariat Rastatt